# Jeon So-yeon
Jeon So-yeon (* 26. August 1998 in Seoul), auftretend unter ihrem Vornamen Soyeon, ist eine südkoreanische Sängerin und Rapperin. Sie ist Mitglied der Girlgroup (G)I-DLE. Zuvor nahm sie an der Castingshow Produce 101 und dem Rapwettbewerb Unpretty Rapstar teil. Außerdem leiht sie der League-of-Legends-Figur Akali in den virtuellen Popgruppen K/DA und True Damage ihre Stimme.

## Leben

### 2016–2017:Produce 101undUnpretty Rapstar
Von Januar bis April 2016 nahm Soyeon als Trainee der Unterhaltungsagentur Cube Entertainment an der Castingshow Produce 101 teil. Ihre beste Platzierung erreichte sie in Folge 5 als Zehntplatzierte. Doch nach der letzten Sendung lag sie auf Rang 20 und wurde dadurch kein Mitglied der neuen, temporären Girlgroup I.O.I.
Ab Juli 2016 nahm sie an der dritten Staffel der Rap-Sendung Unpretty Rapstar teil. Soyeon erreichte das Halbfinale und erhielt dadurch drei Titel auf dem Kompilationsalbum der Sendung.

### 2018–2019: Debüt mit (G)I-DLE
2018 debütierte Soyeon als Bandleader der Girlgroup (G)I-DLE. Dabei wirkte sie auch an der Produktion der Debütsongs Latata und HANN mit. Außerdem schrieb sie fünf Lieder von der EP I AM.
Des Weiteren nahm Soyeon an dem Projekt SM Station X 0 von SM Entertainment teil, gemeinsam mit Seulgi von Red Velvet, Chungha und SinB von GFriend. Ihr Song Wow Thing wurde am 28. September 2018 veröffentlicht.
2018 trat der Computerspielentwickler Riot Games an Soyeon und ihre Bandkollegin Miyeon heran für ein gemeinsames Projekt mit Jaira Burns und Madison Beer für die virtuelle K-Popgruppe K/DA zum Mehrspieler-Online-Battle-Arena-Spiel League of Legends. Gemeinsam veröffentlichten sie den Song Pop/Stars, wobei Soyeon die Figur Akali vertonte. Sie traten erstmals vor dem Finale der League of Legends World Championship 2018 in Incheon auf. Das Poplied erreichte Platz eins der Billboard World Digital Songs Charts.
Ein zweiter Song namens More wurde im Jahr 2020 von Riot Games veröffentlicht, in dem Soyeon und Miyeon wieder die Rolle von Akali und Ahri übernahmen.